# 샤를 4세 뒤 멘

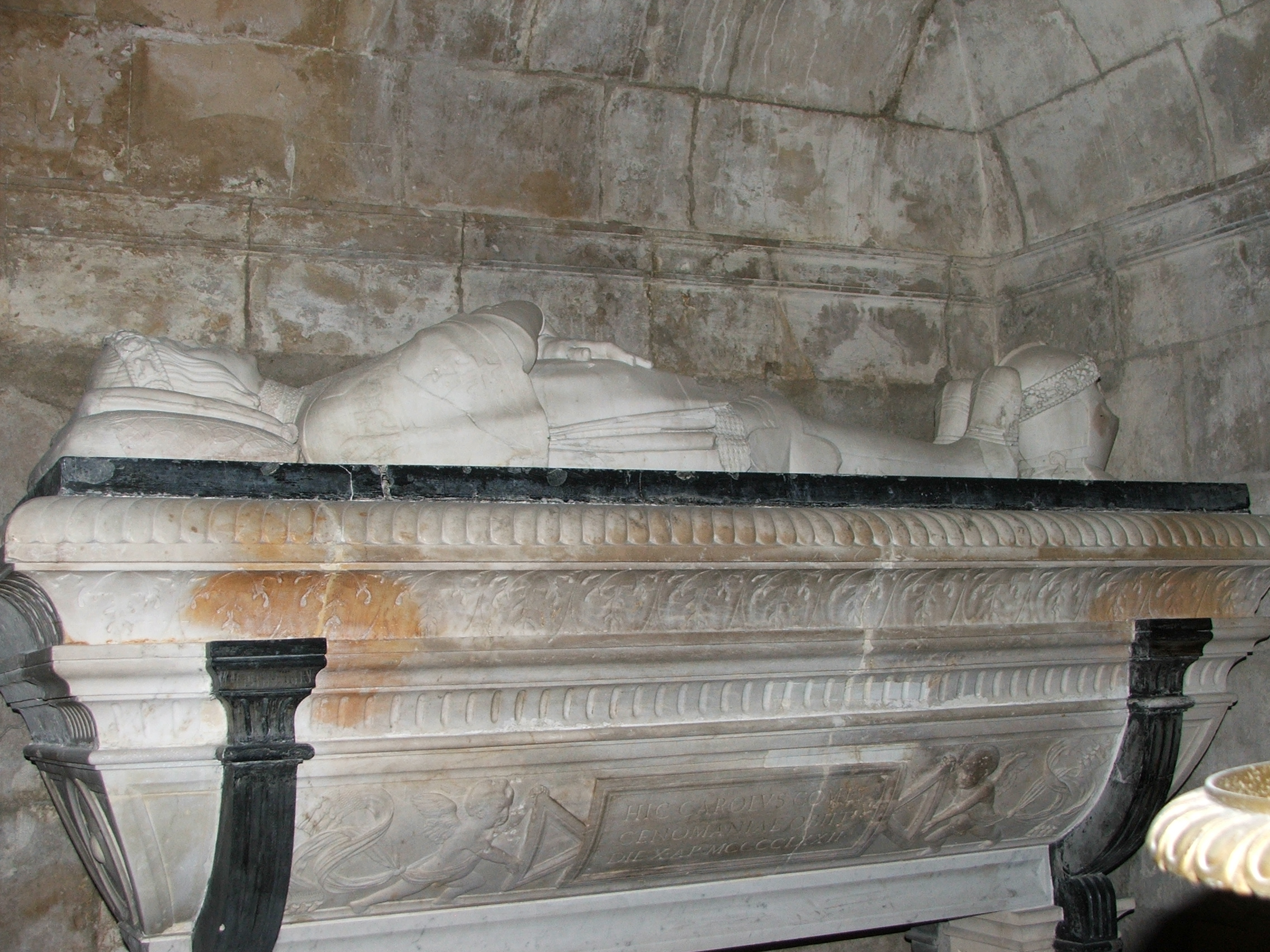
멘 백작 샤를의 무덤

샤를 4세 뒤 멘(프랑스어: Charles IV du Maine) 또는 샤를 4세 당주(프랑스어: Charles IV d'Anjou, 1414년 – 1472년)는 루이 2세 당주와 욜란다 데 아라곤 사이에서 태어난 셋째 아들이다.
1434년, 그는 몬탈토(Montalto)와 코릴리아노(Corigliano) 여백작 코벨라 루포(Cobella Ruffo, 1442년 사망)와 혼인하여, 아들 한 명을 두었다:
- 장 루이 마랑(Jean Louis Marin) - 유아기에 사망

1437년, 그는 샤를 7세를 돕기로 결정하여 군대를 일으켜, 몽트로 함락에 참여했었고, 1441년 퐁투아즈 점령에도 가담했다. 그 해에 그의 형제 르네는 그에게 멘 백국을 넘겨주었다. 그는 계속해서 샤를의 작전에 참가했다.
1443년, 피에르 1세 드 뤽상부르의 딸 이자벨 드 룩성부르생폴(Isabelle de Luxembourg-Saint-Po)와의 두 번째 혼인을 통해, 그는 자식 두 명을 가졌다:
- 루이즈(Louise, 1445년–1477년) - 1462년 푸아티에에서 느무르 공작 자크 다르마냐크( 1477년 사망)와 혼인하였다.
- 샤를 5세 당주 (1446년–1481년)

샤를과 이자벨의 오빠 루이 1세 드 뤽상부르 사이의 기즈 백국을 두고 생긴 논란을 이자벨의 지참금으로서 청상하며 해결되었다.
그는 몽레리 전투에서 루이 11세의 후위 부대를 이끌었다.
| 이전 불명  | 모르탕 백작 1425년 – 1472년    | 이후 샤를 |
| 이전 샤를? | 지앙 백작 1432년 이후 – 1472년 | 이후 샤를 |
| 이전 르네  | 멘 백작 1441년 – 1472년        | 이후 샤를 |
| 이전 루이  | 기즈 백작 1444년 – 1472년      | 이후 샤를 |